# Skotlands kvindefodboldlandshold
Skotlands kvindefodboldlandshold er det nationale fodboldhold for kvinder i Skotland. Siden 1998 administreres det af Scottish Football Association. Scotland har aldrig kvalificeret sig til slutspillet i VM i fodbold. De kvalificerede sig for første gang til EM i fodbold for kvinder i 2017 og VM i fodbold for kvinder i 2019. Holdet er pr. marts 2020 rangeret som nummer 21.
Landstræneren er Shelley Kerr.

## Deltagelse i internationale turneringer

### VM i fodbold
| VM-slutspil | VM-slutspil       | VM-slutspil | VM-slutspil | VM-slutspil | VM-slutspil | VM-slutspil | VM-slutspil |
| År          | Resultat          | K           | V           | U*          | T           | M+          | M-          |
| ----------- | ----------------- | ----------- | ----------- | ----------- | ----------- | ----------- | ----------- |
| 1991        | Deltog ikke       | -           | -           | -           | -           | -           | -           |
| 1995        | Ikke kvalificeret | -           | -           | -           | -           | -           | -           |
| 1999        | Ikke kvalificeret | -           | -           | -           | -           | -           | -           |
| 2003        | Ikke kvalificeret | -           | -           | -           | -           | -           | -           |
| 2007        | Ikke kvalificeret | -           | -           | -           | -           | -           | -           |
| 2011        | Ikke kvalificeret | -           | -           | -           | -           | -           | -           |
| 2015        | Ikke kvalificeret | -           | -           | -           | -           | -           | -           |
| 2019        | Indledende runde  | 3           | 0           | 1           | 2           | 5           | 7           |
| Total       | 1/7               | 3           | 0           | 1           | 2           | 5           | 7           |

*Uafgjort inkluderer knockout-kampe, som blev afgjort med straffesparkskonkurrence.

### Europamesterskabet
- Europæsk konkurrence for kvindefodbold:
  - 1984: Gruppaspil
  - 1987: Gruppaspil
  - 1989: Gruppaspil
- EM i fodbold (UEFA Women's Championship):
  - 1991: Deltog ikke
  - 1993: Ikke kvalificeret
  - 1995: Ikke kvalificeret
  - 1997: Ikke kvalificeret
  - 2001: Ikke kvalificeret
  - 2005: Ikke kvalificeret
  - 2009: Ikke kvalificeret
  - 2013: Ikke kvalificeret
  - 2017: Gruppespil

## Aktuel trup
Følgende 24 spillere blev indkaldt til truppen ved Pinatar Cup 2020.
Antal kampe og mål opdateret til og med 10. marts 2020.
Cheftræner: Shelley Kerr